# Nosferatu the Vampyre
Nosferatu the Vampyre è un videogioco di avventura dinamica pubblicato nel 1986 per Amstrad CPC, Commodore 64 e ZX Spectrum dalla Piranha, un'etichetta del gruppo editoriale Macmillan Publishers. È tratto con licenza ufficiale dal film tedesco Nosferatu, il principe della notte del 1979, il cui titolo inglese è appunto Nosferatu the Vampyre.

## Trama
L'avventura è divisa in tre parti e la storia è ispirata al film, a sua volta un adattamento di Dracula.
Nella prima parte si controlla Jonathan Harker, che si è recato nel castello del conte Dracula per un contratto immobiliare, scoprendo poi che si tratta di un vampiro. Jonathan deve riuscire a fuggire dal castello, infestato da creature ostili, approfittando dell'orario diurno. Prima cerca anche di recuperare il contratto, che Dracula intende utilizzare per stabilirsi in una residenza a Wismar.
La seconda parte si svolge a Wismar e Jonathan viene aiutato da sua moglie Lucy e da Abraham Van Helsing. Dracula ha raggiunto la città, ora infestata da topi e da abitanti vampirizzati, che i due uomini possono uccidere con paletti o tenere lontani con l'aglio. Possono inoltre cercare di proteggere Renfield, altro agente immobiliare dal quale Dracula potrebbe riottenere il contratto. Lucy invece è l'unica che può agire direttamente contro Dracula, che è attratto da lei, e cerca di condurlo nella sua casa.
La terza parte si svolge in casa di Lucy ed è lei la protagonista, mentre Jonathan e Van Helsing vorrebbero tenerla lontana dal pericolo, e possono essere d'intralcio. Per concludere, Lucy deve attirare Dracula nella stanza da letto e ucciderlo con l'arrivo dell'alba.

## Modalità di gioco
Il gioco si svolge in un labirinto di stanze e altri ambienti, ciascuno una diversa schermata con visuale tridimensionale isometrica obliqua. 
Le stanze sono graficamente dettagliate, ma monocromatiche su Commodore e Spectrum (il colore cambia a seconda della stanza e dell'orario), e con colori molto limitati anche su Amstrad.
Il personaggio del giocatore, inizialmente Jonathan, può camminare nelle quattro direzioni, visivamente orientate in diagonale. Occasionalmente ci sono scale che vengono salite automaticamente muovendosi nella loro direzione. Con il pulsante o tasto di fuoco si effettuano le altre azioni: prendere oggetti, a volte nascosti nel mobilio, lasciare o scambiare oggetti, aprire, combattere.
Si possono incontrare vari tipi di nemici che al contatto assorbono l'energia vitale del personaggio, rappresentata dall'immagine di una bara che spunta fuori sempre più. In giro si può trovare del cibo, che rigenera l'energia. A lato della visuale principale ci sono anche un piccolo inventario degli oggetti trasportati e una finestrella con il sole che rappresenta lo scorrere del giorno, che influisce su alcuni eventi.
Nella prima parte alcuni degli oggetti importanti da trovare sono candele e fiammiferi, necessari per far luce nelle zone oscure, pistola e sciabola per combattere, il contratto, la chiave per l'uscita. I nemici sono animali: pipistrelli, lupi, ragni, ratti.
Nella seconda parte, collegata senza interruzioni con la terza, si può cambiare a volontà il personaggio controllato tramite i tasti 1-2-3. La gestione di ciascun personaggio è identica, con alcune differenze nelle capacità, ad esempio solo Jonathan in quanto impiegato dell'agenzia immobiliare può avere accesso ad alcune cose. I nemici più diffusi sono gli abitanti di Wismar, che hanno tutti lo stesso aspetto grafico dei protagonisti (uomo o donna). Si possono affrontare posizionando dell'aglio o uccidendoli con paletti, da realizzare con un'ascia a partire da oggetti di legno come le sedie. In questa parte compare inoltre Dracula; se si è riusciti a prendere il contratto nella prima parte, Dracula è meno potente e più soggetto all'attrazione di Lucy, ma potrebbe recuperare il contratto arrivando a Renfield.
Si può salvare la partita su disco o nastro.